# Parafia Wniebowzięcia Najświętszej Maryi Panny w Grudziądzu
Parafia Wniebowzięcia Najświętszej Maryi Panny w Grudziądzu – parafia rzymskokatolicka w diecezji toruńskiej, w dekanacie Grudziądz I, z siedzibą w Grudziądzu.
Erygowana 10 grudnia 1989 r.

## Historia
Parafia Wniebowzięcia NMP została wyłączona z parafii św. Mikołaja w 1934 r. Na kościół parafialny przejęto dawną salę widowiskowo – sportową przylegającą do domu „Bazar”, który został zaadaptowany na plebanię. 15 sierpnia 1934 r. poświęcono salę przeznaczoną na tymczasowy kościół. II wojna światowa przerwała prace przy budowie nowej świątyni. Po wojnie na terenie parafii powstały nowe zakłady przemysłowe i wybudowano bloki mieszkalne. Stała się wspólnotą robotniczą. W 1986 r. z jej terenu wyodrębniono parafię św. Apostołów Piotra i Pawła. 21 października 1979 r. biskup chełmiński Bernard Czapliński poświęcił kamień węgielny i rozpoczęto budowę obecnego kościoła. Prace ukończono w 1985 r., a 10 grudnia 1989 r. biskup chełmiński Marian Przykucki dokonał konsekracji kościoła.
Do najważniejszych duchowych przeżyć należą m.in.: Misje Ewangelizacyjne, powstanie nowych wspólnot, prymicje kapłanów pochodzących z parafii, parafialny kongres rodzin oraz jubileusz 60-lecia parafii transmitowany przez Radio Maryja.

## Ruchy i Stowarzyszenia
Stowarzyszenie Rodzin Katolickich, Katolickie Stowarzyszenie Kolejarzy, Akcja Katolicka, Koło Ministrantów i Lektorów, Parafialny Zespół Caritas, Żywy Różaniec, Apostolstwo Miłosierdzia Bożego, Zespół Misyjny, Schola Młodzieżowa, Wspólnota Młodzieżowa „Słowo Życia”.

## Zasięg parafii
Do parafii należą wierni mieszkający w Grudziądzu przy ulicach: Batorego, Okrzei, Chrobrego, Cmentarnej, Dadosa, Dworcowej, Droga Łąkowa, Focha, Gryfa Pomorskiego, Hallera (do nr 17), Kasprzaka, Kazimierza Wielkiego, Kociewskiej, Kochanowskiego (nry parzyste), Kunickiego, Kwiatowej, Królewskiej, Langiewicza, Łowickiej, Łukasiewicza, Łużyckiej, Łyskowskiego (nry parzyste), Mierosławskiego, Moniuszki, Parkowej (do nru 24), Emilii Plater, Powstańców, Rapackiego, Ruchniewicza, Staszica, Szczeblewskiego, Traugutta, Topolowej, Towarzystwa Jaszczurczego, Waryńskiego (nry parzyste, nieparzyste do nru 129), Wilsona, Wigury, Władysława IV, Włodka, Wyzwolenia, Wilsona, Teatralnej i Alei Żwirki. 